# Rönnfjärdsskogen
Rönnfjärdsskogen este o arie protejată (sit de importanță comunitară — SCI) din Suedia întinsă pe o suprafață de 18,51 ha, integral pe uscat.

## Localizare
Centrul sitului Rönnfjärdsskogen este situat la coordonatele 60°33′13″N 17°57′12″E / 60.553596°N 17.953386°E.

## Înființare
Situl Rönnfjärdsskogen a fost declarat sit de importanță comunitară în septembrie 2021 pentru a proteja 1 specie de plante.

## Biodiversitate
Situată în ecoregiunea boreală, aria protejată conține 4 habitate naturale: Lacuri și iazuri distrofice naturale, Mlaștini alcaline, Taiga vestică, Păduri fino-scandinave bogate în ierburi cu Picea abies.
La baza desemnării sitului se află o specie protejată de  plante: papucul doamnei (Cypripedium calceolus).